# Nocardia otitidiscaviarum
Espèce
Nocardia otitidiscaviarum est une espèce de bactéries de la famille des Nocardiaceae. C'est une espèce pathogène capable de provoquer des infections cutanées chez l'homme.

## Pathogénicité
Nocardia otitidiscaviarum est fréquemment retrouvée dans les cas de nocardioses cutanées tout comme N. brasiliensis. Le séquençage de l'ARNr 16S permet de distinguer Nocardia beijingensis (plus rarement retrouvée) de ces deux espèces.

## Taxonomie
Le nom correct complet (avec auteur) de ce taxon est Nocardia otitidiscaviarum corrig. Snijders 1924.

### Étymologie
L'étymologie du nom spécifique de N. otitidiscaviarum est la suivante : o.ti.ti.dis.ca.vi.a.rum. N.L. fem. n. otitis (gen. otitidis), inflammation de l'oreille; N.L. fem. n. Cavia, nom générique du cavy, autre nom du cochon d'Inde; N.L. gen. fem. pl. n. otitidiscaviarum, of ear disease of guinea pigs ».